# Endeavour Reef
Das Endeavour Reef ist ein Teil des Great Barrier Reef vor der Nordostküste Australiens im Korallenmeer. Das Korallenriff streicht in Ost-West-Richtung und ist sieben Kilometer lang. Das Zentrum des Riffs liegt sechs Kilometer südöstlich der Hope Islands im Hope-Islands-Nationalpark und zwölf Kilometer vom Festland entfernt. Der Name des Riffs geht auf den Schiffbruch von James Cooks Schiff Endeavour von 1770 zurück, wurde aber nicht von Cook, sondern erst im Nachhinein vergeben.
Am 11. Juni 1770 lief die Endeavour um 23:00 Uhr während des Höchststands der Tide auf, nachdem sie etwa eine Stunde zuvor das Pickersgill Reef nördlich verlassen hatte.
Das Schiff drohte zu sinken und die Schiffsbesatzung rettete sich an die Mündung des Endeavour River, wo sie später die Endeauvour zur Reparatur auf Kiel legte. Um das Schiff wieder flott zu machen, wurde Ballast über Bord geworfen, darunter auch sechs Kanonen. Hans Hass suchte im Dezember 1952 bei mehreren Tauchgängen erfolglos nach den Kanonen. 1969 wurden die Kanonen entdeckt. Eine davon ist heute nach ihrer Restaurierung im Australian National Maritime Museum in Sydney zu besichtigen. Die Reparatur des Schiffs dauerte bis zum 4. August 1770.